# Botrytis

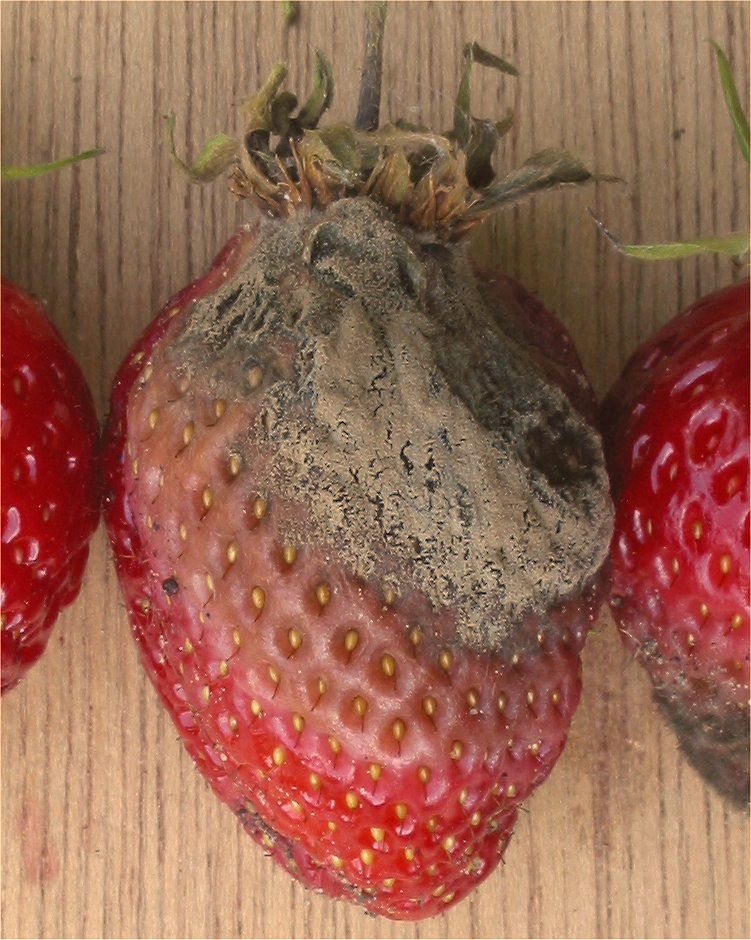
Botrytis cinerea em morangos

Botryotinia é um gênero de fungo ascomicetes que produz várias doenças vegetais. A maioria das formas anamórficas de Botryotinia estão incluídas no gênero de fungos imperfeitos Botrytis. O gênero contêm 22 espécies e um híbrido.

## Reprodução
A reprodução sexual ocorre por meio de ascósporos produzidos nos apotécios, enquanto que uma forma de reprodução assexual ocorre nos conídios.
É típica a formação de esclerócios de forma plano-convexoide.

## Patógeno
As doenças causadas pelas espécies de Botryotinia aparecem de forma primária como uma praga das flores e podridão dos frutos, além de manchas nas folhas e podridão dos bulbos no campo e em produtos armazenados. O fungo induz morte celular do hóspede e um decaimento progressivo do tecido infectado da planta, de onde o fungo se nutre.